# Vrbanj
Vrbanj (na lokalnom hvarskom narječju: Varbonj) je administrativno naselje Starog Grada na otoku Hvaru. 

## Zemljopisni položaj
Nalazi se u zemljopisnom središtu otoka Hvara, u brdima između Staroga Grada i Jelse. Položaj mjesta dominira nad većim dijelom Starogradskog polja.

## Ime
Ime sela je slavensko i dolazi od riječi "vrba". Pod tim se imenom spominje 1331.

## Stanovništvo
Vrbanj ima 489 stanovnika (2001.). Jedino autohtono i apsolutno većinsko stanovništvo ovoga mjesta su Hrvati.
| broj stanovnika | 875   | 933   | 1024  | 1267  | 1391  | 1243  | 1264  | 1180  | 991   | 1006  | 966   | 786   | 661   | 595   | 489   | 498   | 458   |
|                 | 1857. | 1869. | 1880. | 1890. | 1900. | 1910. | 1921. | 1931. | 1948. | 1953. | 1961. | 1971. | 1981. | 1991. | 2001. | 2011. | 2021. |

## Povijest
Zbog iznimno povoljnog položaja, mjesto je naseljeno još od prapovijesti. Iznad sela se nalazi prapovijesna gradina Gračišće. Na mjestu samog sela nađeni su rimski nalazi. U blizini naselja je i lokalitet Hum s ostacima prapovijesne kamene gomile i ruševinama predromaničke crkvice sv. Vida. Kasnije je mjesto, uz Stari Grad i Pitve, sjedište najstarijih plemića i župana. Krajem 14. i u 15. stoljeća stanovništvo se bavi brodogradnjom što pogoduje ekonomskom razvoju mjesta. Godine 1475. Vrbanj dobiva vlastitog župnika koji je i prvi lokalni župnik na otoku. Vrbanj je rodno mjesto Matija Ivanića, pučkog vođe s početka 16. stoljeća. Njemu i ustanku pučana je posvećen memorijalni park u centru sela. Stanovnici Vrbanja su u 15. stoljeću, sa stanovnicima okolnih sela, počeli naseljavati područje Vrboske.

## Kultura
Sjeverno od ceste Dol - Vrbanj nalazi se botanički vrt Katovnica.

### Arheološki lokaliteti
- prapovijesna gradina Gračišće JI od Vrbanja
- lokalitet Hum (brdo) s prapovijesnom kamenom gomilom i ruševinama predromaničke crkvice sv. Vida SZ od Vrbanja

### Sakralna arhitektura
- Kapela sv. Kuzme i Damjana
- Kapela sv. Liberate
- Kapela sv. Mihovila
- Župna crkva sv. Duha
- Crkva Srca Isusova

### Profana arhitektura
- Kraljevi dvori, moguće sjedište pučkog vođe Matija Ivanića.

## Poznate osobe
Osobe rođene ili rodom iz Vrbanja:
- Jakov Bratanić (1912. – 2001.), hrvatski slikar i povjesničar umjetnosti
- Miki Bratanić, hrvatski pjesnik
- Jakov Buratović (1846. – 1909.), poznati hrvatski iseljenik, argentinski vojni graditelj
- Matij Ivanić (1445. – 1523.), vođa Hvarskoga ustanka
- Vinko Lušić Matković (1861. – 1931.), prvi hrvatski školovani oftalmolog, primarijus, utemeljitelj protutrahomske službe u Hrvatskoj
- Pere Ljubić (1901. – 1952.), hrvatski pjesnik
- Dominik Pavičić, rimokatolički svećenik, preteča hrvatskoga narodnog preporoda  (Vrbanj, 1712.- Split, 1783/1784.?)[4]
- Toni Pavičić-Donkić, hrvatski plivački maratonac i slikar
- Jakša Račić (1868. – 1943.), splitski gradonačelnik 1929. – 1933.
- Ivica Stipišić Stipa (1971. – 1992.), hrvatski branitelj[5][6] (ulica u Starom Gradu na Hvaru nosi ime njemu u čast[7])
- Ljubo Stipišić Delmata (1938. – 2011.), hrvatski glazbenik
- Zlatan Stipišić Gibonni, hrvatski glazbenik
- Ante Tresić Pavičić, hrvatski pjesnik i političar
- Helena Tresić Pavičić, restauratorica, stručnjak za restauraciju kamena
- Ivo Lušić, neurolog, primarijus Odjela za neurologiju KBC-a Split
- Petar Novak, entomolog, stručnjak za zaštitu bilja